# لیبور پیمک
لیبور پیمک (فرانسوی: Libor Pimek‎؛ زادهٔ ۳ اوت ۱۹۶۳) یک تنیس‌باز اهل بلژیک است.